# 埃爾克鎮區 (密蘇里州斯托達德縣)
埃爾克鎮區（英語：Elk Township）是位於美國密蘇里州斯托達德縣的一個行政鎮區。

## 地方資料
埃爾克鎮區的面積為281.54平方千米，當中陸地面積為280.69平方千米，而水域面積為0.85平方千米。根據2020年美國人口普查的數據，當地共有人口272人，而人口密度為每平方千米0.97人。